# Caño y Contracaño

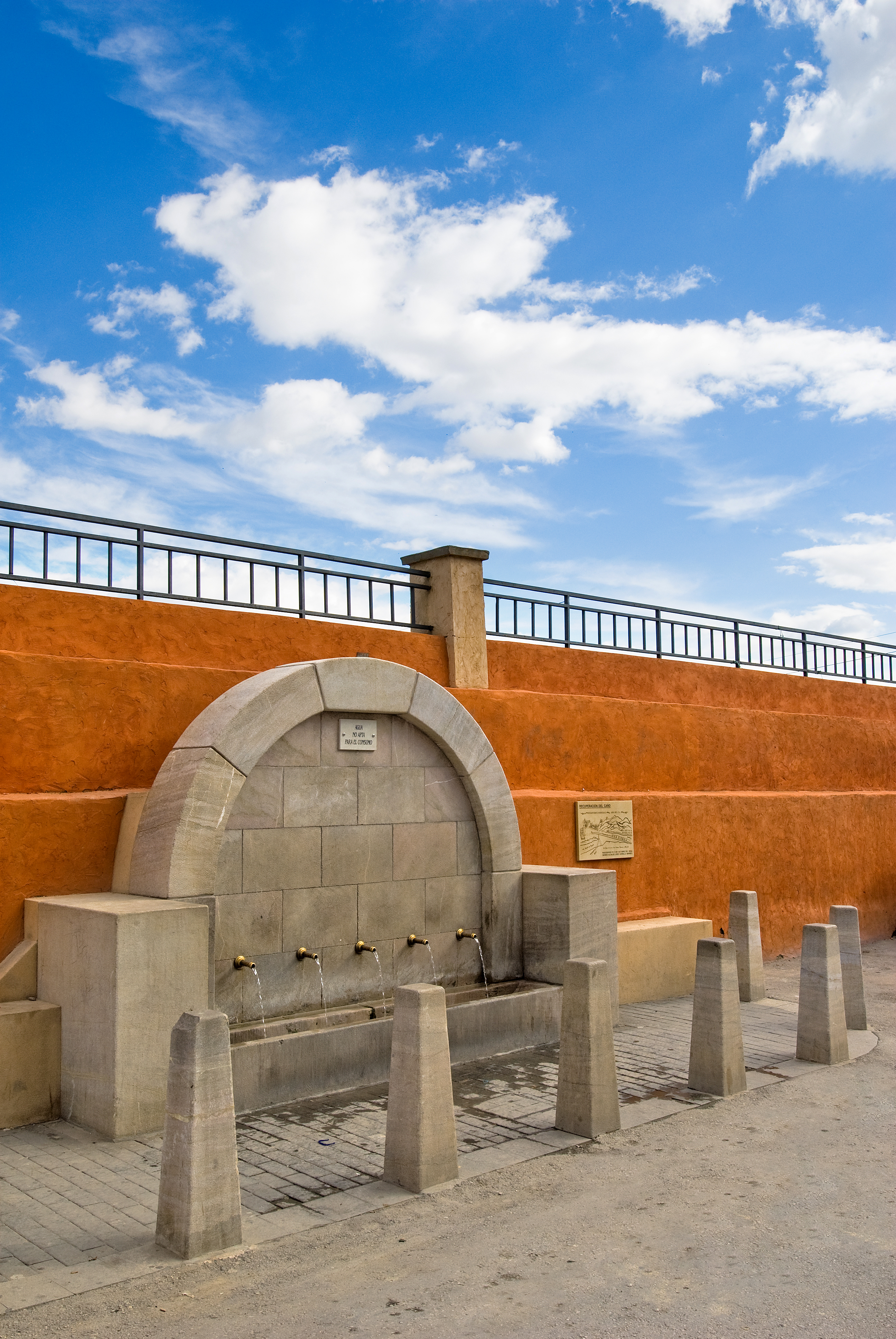
Vista de la Fuente del caño

El sistema de caño y contracaño es una compleja infraestructura hidráulica creada en Puerto Lumbreras (Región de Murcia) a partir de la segunda mitad del siglo XVIII para aprovechar la corriente de agua regular de curso subterráneo bajo la Rambla de Nogalte. Se trata de una corriente de agua subálvea (es decir, que fluye bajo el lecho de un curso de agua), que aflora o alumbra desde el interior de la tierra. Este sistema está formado por el Caño Viejo, el Contracaño y las Lumbreras, que permitían extraer el agua que circula bajo el cauce de la rambla y conducirla al exterior. El agua sobrante alimentaba un lavadero próximo y seguía hasta la Balsa de la Sociedad de Aguas, desde donde se distribuía a molinos y almazaras. 

## Historia

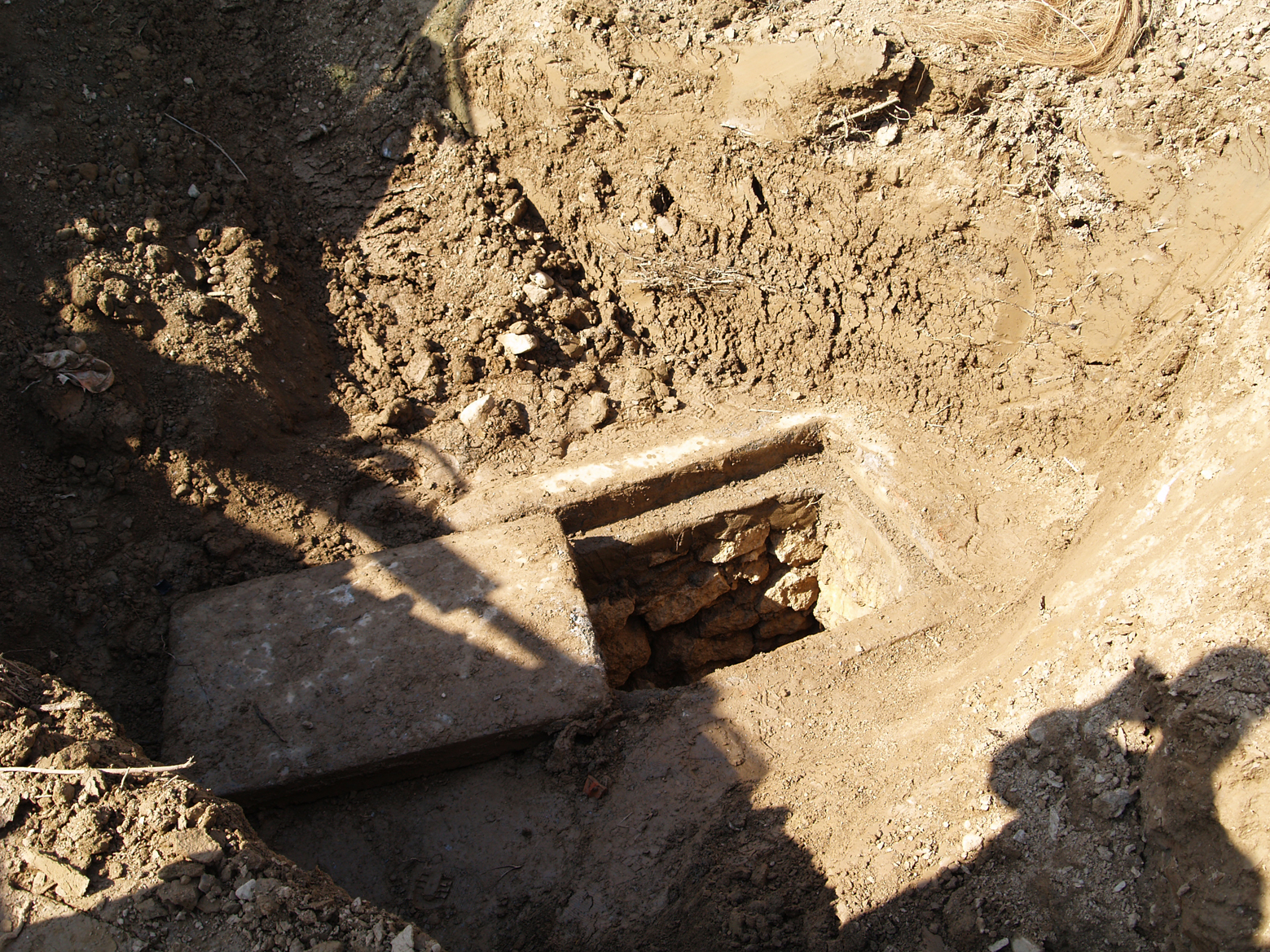
Acceso a lumbrera

Tras la Guerra de Sucesión (1701-1713) se inició en el Reino de Murcia, que durante la guerra se había mantenido fiel a la causa borbónica, un programa de reformas lideradas por el obispo de Cartagena don Luis Belluga. Una de ellas fue establecer un programa extensivo de roturaciones que puso en cultivo buena parte del campo de Lorca y que recibió incentivos por parte del gobierno ilustrado (construcción de los embalses de Puentes y Valdeinfierno) y a los que se unió la inversión privada. 

Uno de los mejores ejemplos de esta última es la creación de un sistema para mejorar el aprovechamiento de las aguas del lugar. Como consecuencia, se produjo un crecimiento demográfico en todo el Reino de Murcia, llegando a contar Puerto Lumbreras con más de 1200 habitantes. Es en este momento cuando el casco urbano se consolida, se construye el templo parroquial y comienza a habitarse el cerro del Castellar mediante la construcción de casas-cueva por parte de familias con economías modestas.

## El sistema

### Galerías

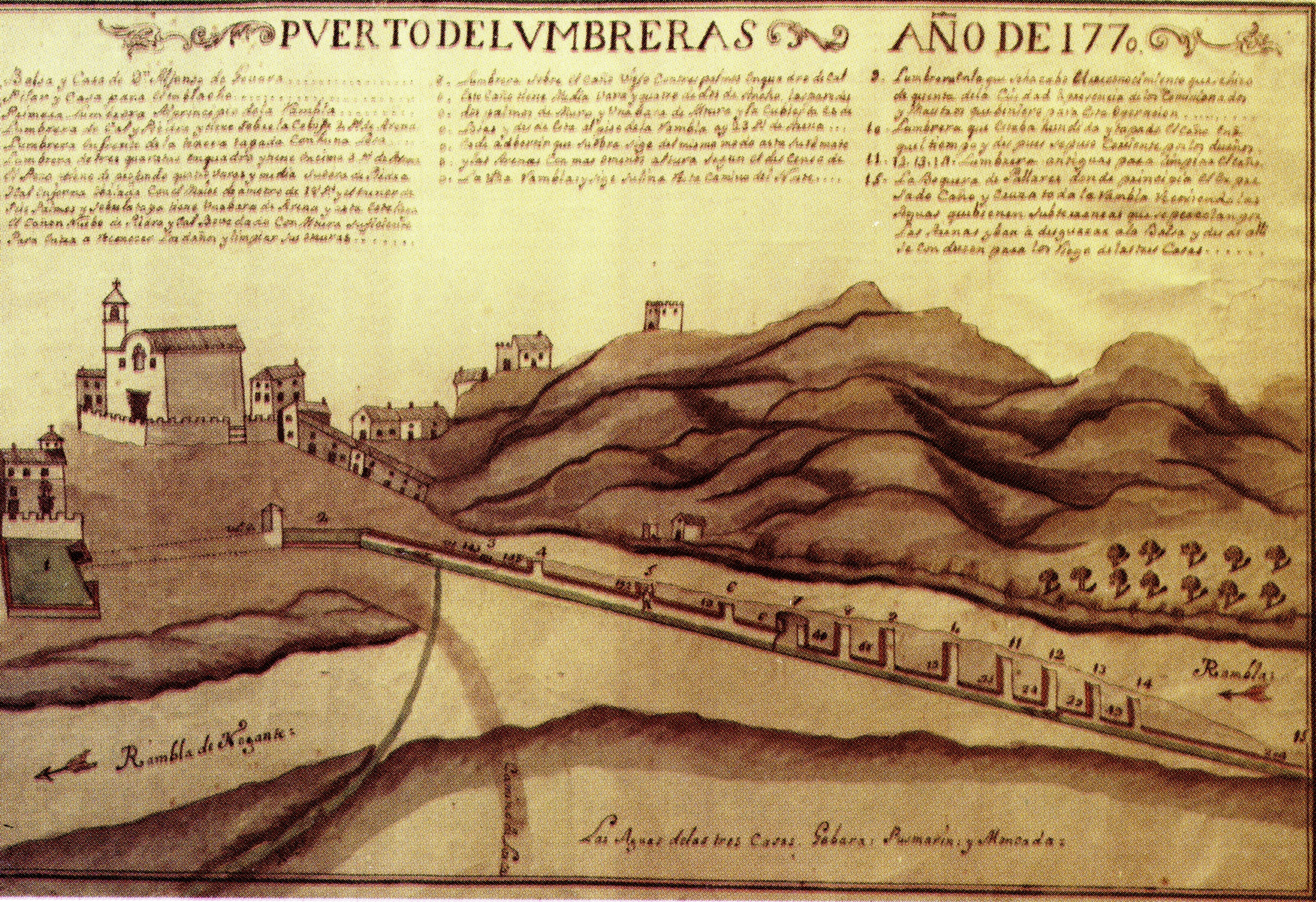
Las lumbreras de Nogalte en 1770.

Desde la Edad Media existió en el sudeste peninsular un modelo de aprovechamiento de agua que captaba los niveles freáticos más próximos a la superficie mediante galerías drenantes del tipo qanat, conocidas también como galerías con lumbreras, denominación de la que toma su nombre Puerto Lumbreras. Generalmente, se sitúan en piedemontes de relieves o en el lecho de ramblas como las de Nogalte o Vilerda.
Se trata de pozos horizontales o galerías a las que para su construcción y funcionamiento se asocian pozos verticales o lumbreras. En el caso de la rambla de Nogalte se conserva una infraestructura muy compleja que está compuesta por galerías filtrantes de pequeñas dimensiones, otras de mayor tamaño con lumbreras y una presa subálvea asociada a estas galerías.
Las más antiguas (desembocadura de la rambla del Veneno, margen izquierda de la rambla de Cañares) están construidas directamente en el lecho de la rambla. Son de piedra seca y sólo en la base, en su interior, están recubiertas con un revestimiento hidráulico para evitar filtraciones y conducir por gravedad.

### Caño Viejo

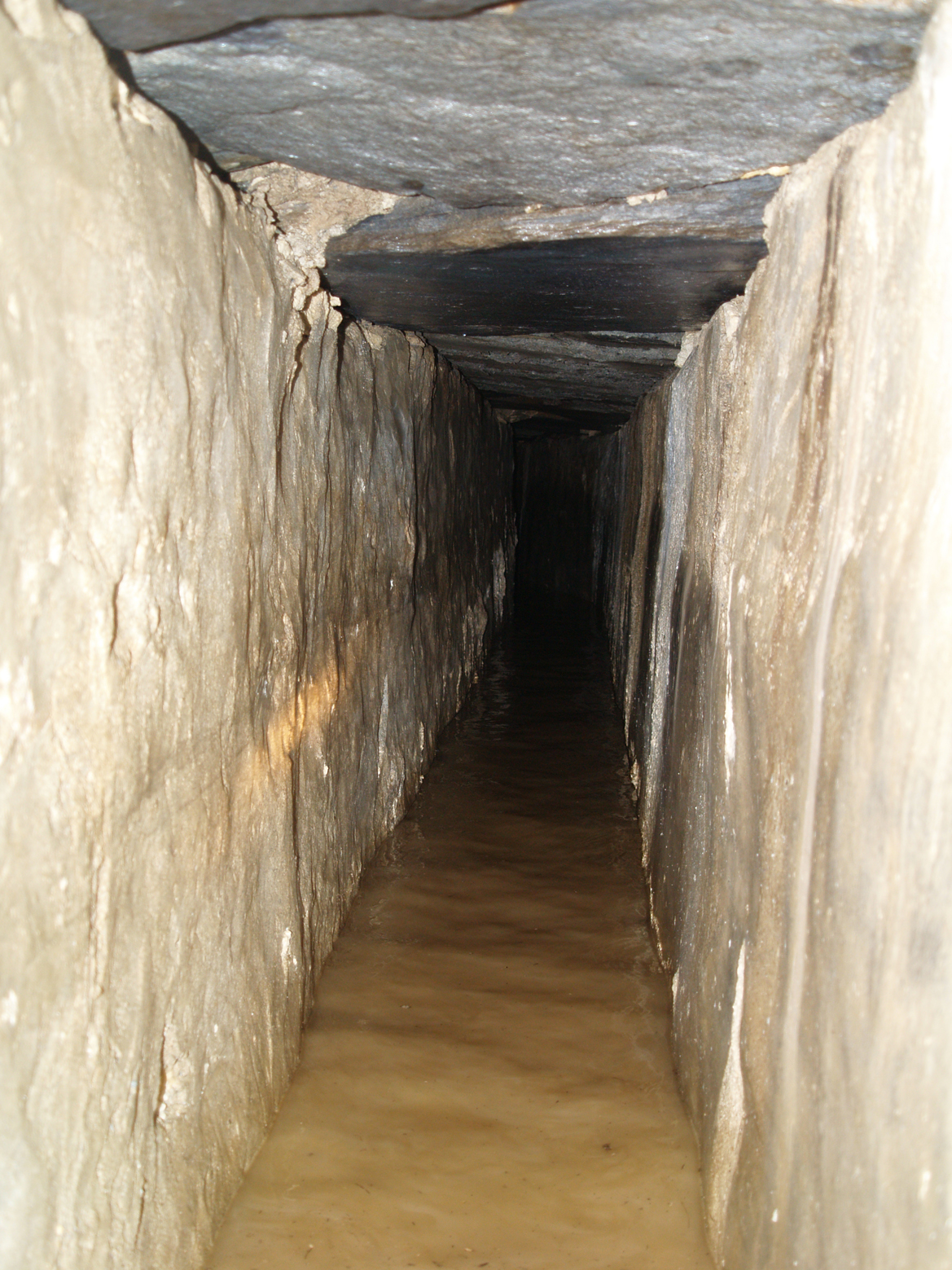
Interior del contracaño

Es la galería más importante del sistema, pues a ella confluyen buena parte de las galerías subterráneas. Realiza un recorrido en forma de S, para conseguir una mayor superficie de percolación de las aguas a través de paredes y lecho. Las paredes y techo están construidos con materiales permeables, con piedra seca, lo que permite penetrar el agua por ella, y sólo la base está recubierta de cal hidráulica; mide 6 dm de anchura, 11 dm de altura.
Su recorrido se inicia en la confluencia del Barranco Cañares con la rambla de Nogalte, en la margen izquierda y atraviesa el lecho penetrando en la margen derecha, 400 m río abajo, hasta entroncar con el Caño Nuevo o Contracaño.

### Las Lumbreras

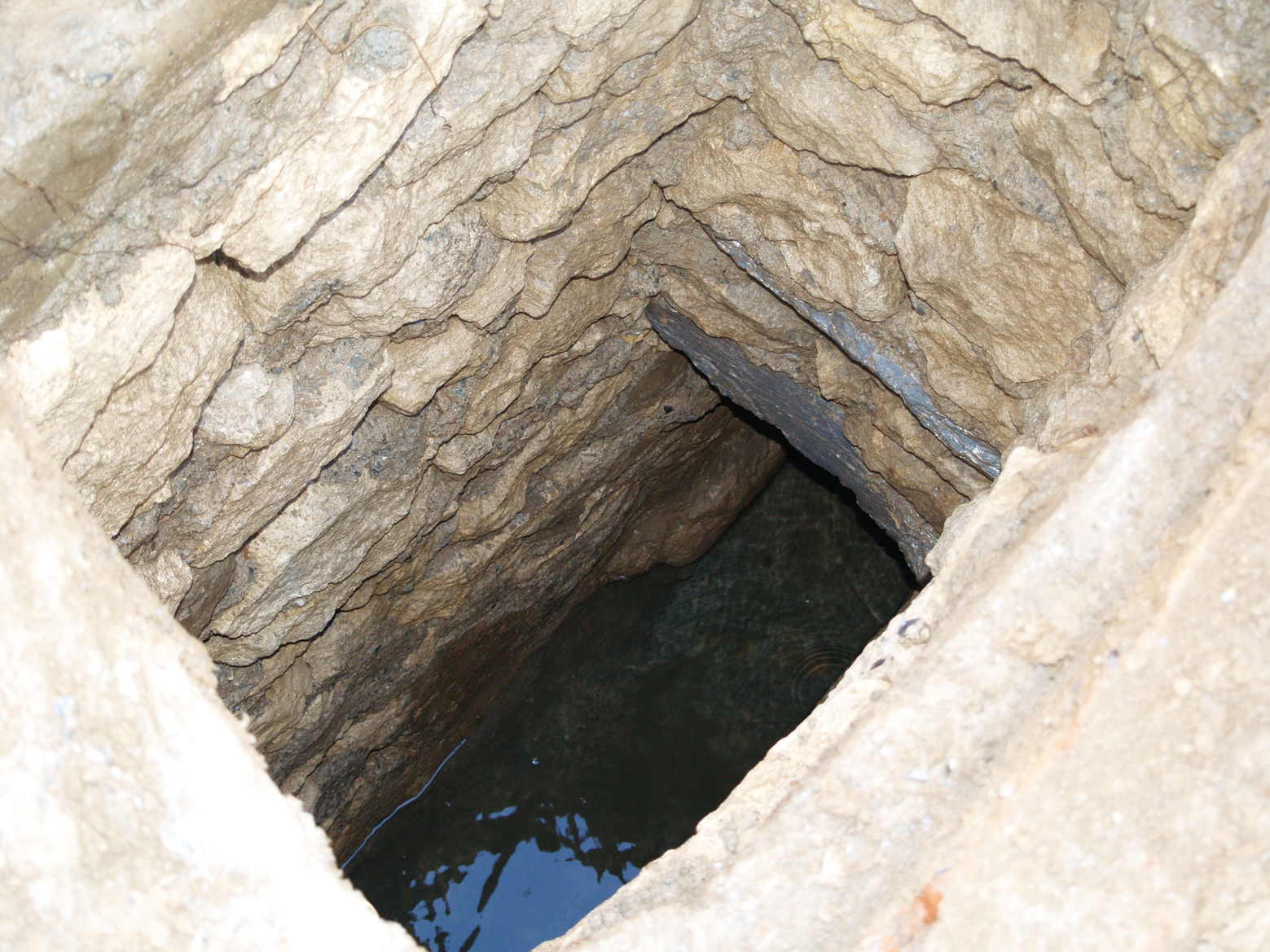
Lumbrera encuentro caño y contracaño

El Caño Viejo, a su paso por Barcelona, dispone de 15 lumbreras: conductos verticales que conectan la galería con el exterior permitiendo su limpieza y aireación. Se encuentran separadas en tramos de 20 a 60 metros, en el tramo de la rambla de Nogalte comprendido entre la Autovía del Mediterráneo y el viejo puente de la carretera nacional a Almería.

### Contracaño y Caño Nuevo
A finales del siglo XIX un grupo de hacendados, junto con tras familias enriquecidas por la minería de Almagrera y Herrerías como Foulquier y Flores, junto a capitales lorquinos, se asociaron para aprovechar las aguas sobrantes que no eran captadas por la galería del Caño Viejo construyendo una presa subálvea y galería asociada, denominado a este sistema el Contracaño. 
La presa tiene forma trapezoidal, ancha en la base, con el cimiento de piedra y cal hidráulica (más de 4 m) y se estrecha conforme corona (algo menos de 1 m), la altura supera los 6 metros. El agua retenida en esta presa subterránea  va a parar a otra galería de mayores dimensiones que el Caño Viaje (1,2 m de anchura por 1,5 m de altura), a la que también se accede por lumbreras y cuyas paredes también están revestidas por cal hidráulica. La pared anterior de la galería, a unos 40 cm de su base tiene unos orificios por donde se capta el agua.

### Fuente de los Caños
Las aguas del Caño y Contracaño confluyen y se dirige por gravedad al exterior emanando en la Fuente de los Caños, documentada al menos desde 1770, y  de donde se abastecía la población de Puerto Lumbreras, había un abrevadero para el ganado y también un lavadero. Actualmente esta fuente sigue existiendo, si bien se encuentra en un emplazamiento distinto al original.

### La Balsa de la Sociedad de Aguas

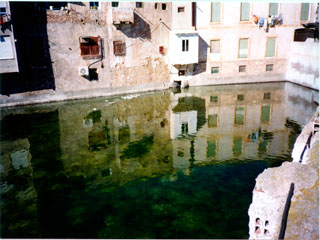
Balsa de la Sociedad de Aguas

Las aguas sobrantes continúan su camino hacia una Balsa, con una capacidad que superaba los 1000 m³,  y desde donde se distribuían para riego en la margen derecha e izquierda de la rambla, en esta última a través de la acequia de Los Molinos cuyas aguas accionaban diferentes molinos hidráulicos harineros (Molino de Jerez, del Arco, Tío Pepe y Ginés de la Serradora).

## Propiedad de las aguas

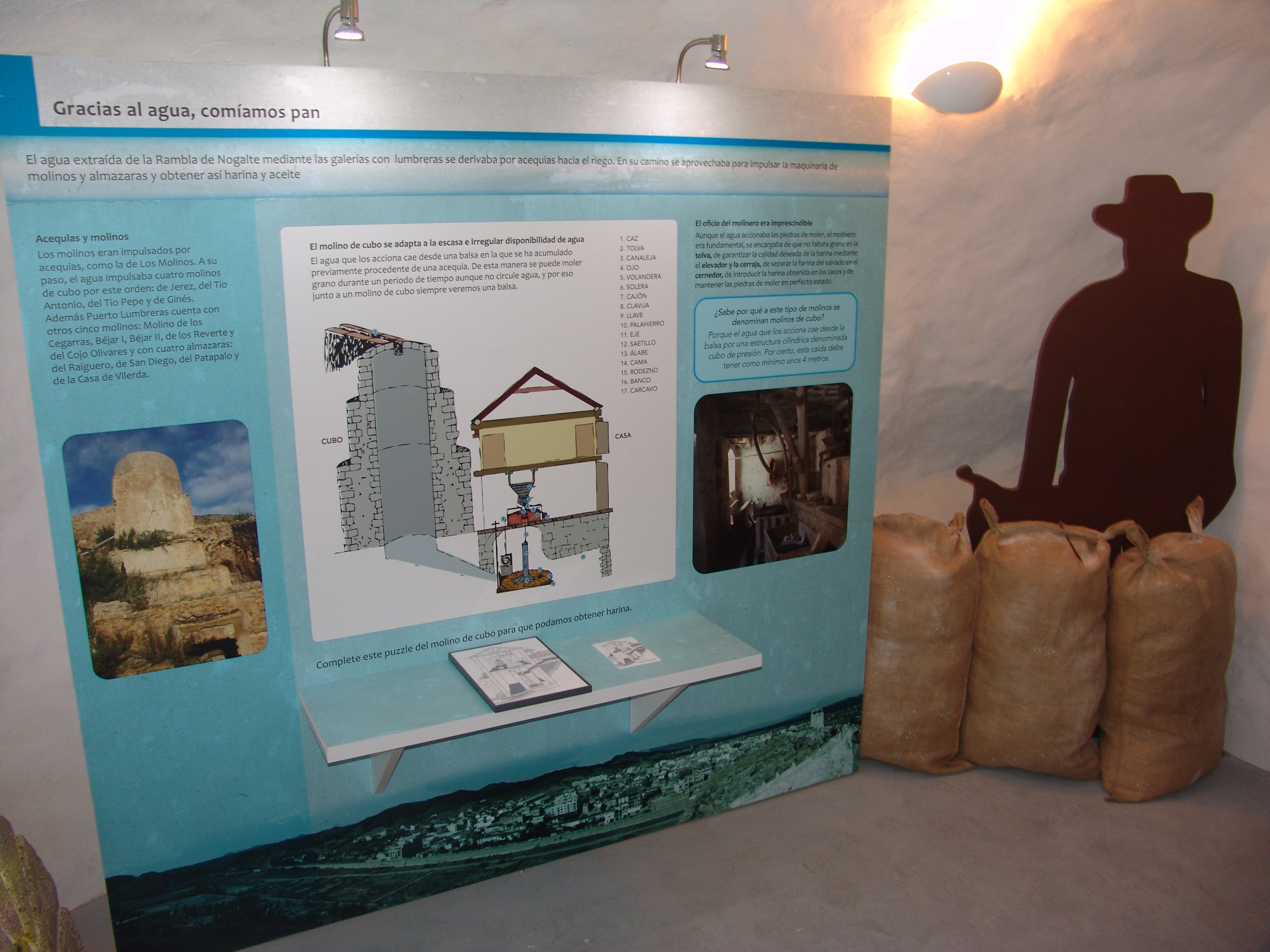
Ámbito dedicado a los molinos en la cueva Los Caminos del agua

La propiedad de las aguas de este sistema ha ido cambiando a lo largo de los siglos. Entre los siglos XIV y XVII perteneció al Concejo de Lorca, que además se encargó del mantenimiento y limpieza del caño viejo. A partir del XVII, y sobre todo durante el XVIII, cuando se intensifica la roturación de las tierras del campo de Nogalte surgen los primeros pleitos entre el Concejo y algunos propietarios de haciendas que reclamaron para ellos el uso y el disfrute de estas aguas. Algunos costearían grandes reformas, como la construcción del Caño Nuevo, lo que con el tiempo provocó que  pasara a manos privadas, quedando para uso público únicamente el lavadero, el abrevadero y la fuente. Ya en el siglo XX, se constituye la Comunidad de Propietarios de las Aguas del Caño y Balsa de Puerto Lumbreras (25 de julio de 1926), estableciéndose el número de aguas que le correspondía a cada propietario.

## Perspectivas de futuro
Este original sistema aún sigue en funcionamiento, proporcionando un agua de gran calidad al estar filtrada a través de arenas y gravas. Además de su aprovechamiento agrícola, el sistema de galerías subálveas está siendo recuperado para su puesta en valor en relación con otros lugares de interés, como las casas-cueva tematizadas del Cerro del Castellar, donde el visitante puede encontrar en una de ellas una completa explicación sobre su funcionamiento.  
Además, y dentro del proyecto turístico Ruta del Agua, se realizarán visitas para dar a conocer los sistemas históricos del aprovechamiento del agua en el municipio mediante este sistema.